# Hugh Pendexter
Hugh Pendexter (Pittsfield, 15 de enero de 1875 - Johnstown, 11 de junio de 1940) fue un periodista, novelista y guionista estadounidense, colaborador de varias revistas pulp de dicho país.

## Biografía
Durante gran parte de su vida, Pendexter vivió en Norway, Maine. Pasó varios años como profesor de latín y griego en las escuelas secundarias de Maine y dejó ese trabajo para trabajar en el periódico Rochester Post Express de Rochester, Nueva York. Después de doce años como redactor de noticias, regresó a Norway, donde se casó con Helen M. Faunce y dedicó todo su tiempo a escribir ficción. Pendexter era amigo del escritor Talbot Mundy.
Pendexter comenzó su carrera como escritor de humor; algunos de estos primeros trabajos fueron antologizados en la serie de libros de Mark Twain, Library of Humor. 
Gran parte de su trabajo de ficción consiste en novelas históricas y westerns para publicaciones como Adventure y Argosy. Pendexter era conocido por su investigación detallada al escribir ficción; sus historias «a menudo iban acompañadas de extensas listas de lectura de los libros que se utilizaron para escribir la historia».
Colaboró para la revista Short Stories, donde escribió una serie de historias de misterio protagonizadas por «Jeff Fanchon, Inquirer», que era un detective radicado en Manhattan con ascendencia parcial de nativos americanos. Para la misma publicación, Pendexter creó historias occidentales deliberadamente cómicas sobre Hiram Polk, The Shorthorn Kid. 
Para algunos críticos, su novela Kings of the Missouri, sobre el comercio de pieles y la fundación de St. Louis , es su mejor obra.

## Obras
- Tiberius Smith (1907)
- The young gem-hunters; or, the mystery of the haunted camp] (1911)
- The young timber-cruisers; or, Fighting the spruce pirates (1911)
- The young fishermen (1912)
- The young woodsmen (1912)
- The young sea-merchants (1913)
- The young trappers (1913)
- The young loggers; or, the gray axeman of Mt. Crow (1917)
- Gentlemen of the North (1920)
- Red belts (1920)
- Kings of the Missouri (1921) (Republished in 2013 as Along The River Trail)
- A Virginia scout (1922)
- Pay gravel (1923)
- Old Misery (1924)
- The wife-ship woman (1925)
- Harry Idaho (1926)
- The red road; a romance of Braddock's defeat (1927)
- Bird of Freedom (1928)
- The gate through the mountain (1929)
- The border breed (1933)
- The fighting years (1933)
- The scarlet years (1933)
- The blazing West (1934)
- Vigilante of Alder Gulch (1955)
- Red Trails (2013)
- The Shadow of the Tomahawk (2013)
- According to the Evidence (2013)
- The Shorthorn Kid: And Other Tales of the Old West (2014)
- The Voice of the Night: The Cases of Jeff Fanchon, Inquirer (2015)